# Joppa (djur)
Joppa är ett släkte av steklar. Joppa ingår i familjen brokparasitsteklar.

## Dottertaxa tillJoppa, i alfabetisk ordning[1]
- Joppa acutipyga
- Joppa albipes
- Joppa antennator
- Joppa apicipennis
- Joppa aurata
- Joppa aureomarginata
- Joppa auronitens
- Joppa basimacula
- Joppa beskei
- Joppa bicolor
- Joppa bilimeki
- Joppa biplagiata
- Joppa boliviensis
- Joppa braunsii
- Joppa brunnii
- Joppa burmeisteri
- Joppa claripleuralis
- Joppa decorata
- Joppa didymoneura
- Joppa dorsata
- Joppa dromedaria
- Joppa elegans
- Joppa elegantula
- Joppa extremis
- Joppa femorata
- Joppa fenestrata
- Joppa fumibasis
- Joppa furcifera
- Joppa fuscata
- Joppa fuscipennis
- Joppa geminata
- Joppa geniculata
- Joppa hilaris
- Joppa hypoxantha
- Joppa incerta
- Joppa kriechbaumeri
- Joppa labroides
- Joppa larvata
- Joppa linearis
- Joppa lutzii
- Joppa macrojoppides
- Joppa macrospila
- Joppa maculicornis
- Joppa major
- Joppa melanocephala
- Joppa melanostigma
- Joppa mesopyrrha
- Joppa minor
- Joppa modesta
- Joppa munerator
- Joppa nigriceps
- Joppa nominator
- Joppa ornata
- Joppa parva
- Joppa parvula
- Joppa quadrinotata
- Joppa radians
- Joppa rogersi
- Joppa securigera
- Joppa semihyalina
- Joppa setigera
- Joppa sinuata
- Joppa stigmatica
- Joppa subvittata
- Joppa surinamiae
- Joppa terminalis
- Joppa thoracica
- Joppa undatipennis
- Joppa variabilis
- Joppa varians
- Joppa verticalis
- Joppa xanthostigma
- Joppa zonata